# Cliousclat
Cliousclat é uma comuna francesa na região administrativa de Auvérnia-Ródano-Alpes, no departamento de Drôme. Estende-se por uma área de 9,65 km². Em 2010 a comuna tinha 643 habitantes (densidade: 66,6 hab./km²).